# Ruisseau de Poulobre
Le Ruisseau de Poulobre est une rivière du sud de la France sous-affluent de l'Agout, du Tarn donc de la Garonne.

## Géographie
De 10 km de longueur, il prend sa source sur la commune de Montfa dans le Tarn et se jette dans le Ruisseau de Bagas en rive gauche sur la commune de Lautrec.

## Départements et villes traversées
- Tarn : Montfa, Jonquières, Montpinier, Peyregoux, Lautrec, Saint-Germier.

## Principaux affluents
- Ruisseau des Vins, 2,2 km
- Ruisseau du Pont, 1,4 km